# Station Figueres-Vilafant
Station Figueres–Vilafant is een spoorwegstation in de Spaanse stad Figueres in de comarca van Alt Empordà, nabij het dorp Vilafant aan de hogesnelheidslijnen LAV Madrid - Zaragoza - Barcelona - Figueres en LGV Perpignan–Figueres. Het station werd op 19 december 2010 geopend voor de TGV vanuit Parijs. Tegelijk gingen er aansluitende treinen van de Spaanse spoorwegmaatschappij RENFE naar Barcelona rijden. Anno 2013 werd het station ook in gebruik voor enkele ritten van de AVE naar Barcelona en Madrid.
Het station is 1,5 km van het centrum van Figueres gelegen, en er wordt een busdienst onderhouden vanaf het bustation nabij het oude station in het centrum.

## Treinen
Het station wordt tweemaal per dag bediend door een TGV naar Parijs, en acht maal per dag door een AVE naar Barcelona en Madrid. Voor de zitplaatsen in de AVE geldt dat minstens één rijtuig verkocht wordt onder het tariefschema van de regionale treindiensten over hogesnelheidslijnen in Spanje: de Avant.
| Trein    | Stations |
| -------- | --- |
| TGV 9700 | Figueres-Vilafant · Perpignan · Narbonne · Montpellier–Saint-Roch · Nîmes · (Valence TGV) · Parijs Gare de Lyon                                                    |
| AVE 3000 | Figueres-Vilafant · Girona · Barcelona Sants · Camp de Tarragona · Lleida-Pirineus · Zaragoza-Delicias · (Catalayud)/(Guadalajara-Yebes) · Madrid-Puerta de Atocha |